# دریاچه آیگیر (قارص)
دریاچه آیگیر (ترکی استانبولی: Aygır Gölü) یک دریاچه در استان قارص کشور ترکیه است.